# Celtic Woman: Destiny
Celtic Woman: Destiny – dziesiąty album studyjny zespołu Celtic Woman. Jest to pierwszy album nagrany wspólnie z członkiniami Máiréad Carlin i Éabha McMahon.
Uplasował się na 1 pozycji rankingu World Albums listy „Billboard”. Album osiągnął 60 pozycję w rankingu Billboard 200.
Zawiera występy wokalistek Susan McFadden, Máiréad Carlin, Éabha McMahon, skrzypaczki Máiréad Nesbitt, byłej członkini Méav Ní Mhaolchatha oraz z gościnnym udziałem Oonagh i Rebecki Winckworth.

## Lista utworów
CD
| Edycja regularna |                                         |                                                                                     |      |
| Nr               | Tytuł                                   | Wykonawca                                                                           | Czas |
| 1.               | "My Land"                               | Máiréad Carlin, Susan McFadden, Éabha McMahon, Máiréad Nesbitt                      | 4:05 |
| 2.               | "Siúil A Rún"                           | Máiréad Carlin, Susan McFadden, Éabha McMahon, Máiréad Nesbitt                      | 2:59 |
| 3.               | "Ride On"                               | Máiréad Carlin, Susan McFadden, Máiréad Nesbitt                                     | 3:56 |
| 4.               | "The Whole of the Moon"                 | Susan McFadden, Máiréad Nesbitt                                                     | 4:05 |
| 5.               | "Skyrim" (Instrumental)                 | Máiréad Nesbitt                                                                     | 3:12 |
| 6.               | "How Can I Keep from Singing?"          | Éabha McMahon                                                                       | 4:15 |
| 7.               | "I See Fire"                            | Máiréad Carlin                                                                      | 5:07 |
| 8.               | "Tir na nÓg" (Ft. Oonagh)"              | Máiréad Carlin, Susan McFadden, Éabha McMahon, Máiréad Nesbitt, Oonagh              | 3:09 |
| 9.               | "Óró Sé Do Bheatha 'Bhaile"             | Máiréad Carlin, Susan McFadden, Éabha McMahon, Máiréad Nesbitt, Méav Ní Mhaolchatha | 3:12 |
| 10.              | "Sometimes A Prayer Will Do"            | Susan McFadden                                                                      | 4:40 |
| 11.              | "Bean Pháidín"                          | Máiréad Carlin, Susan McFadden, Éabha McMahon, Máiréad Nesbitt                      | 3:29 |
| 12.              | "Westering Home"                        | Máiréad Carlin, Susan McFadden, Éabha McMahon, Máiréad Nesbitt                      | 4:01 |
| 13.              | "When You Go"                           | Máiréad Carlin, Susan McFadden, Éabha McMahon, Máiréad Nesbitt                      | 3:30 |
| 14.              | "Like An Angel Passing Through My Room" | Máiréad Carlin                                                                      | 5:13 |
| 15.              | "Walk Beside Me"                        | Éabha McMahon, Máiréad Nesbitt                                                      | 4:14 |
| 16.              | "The Hills Of Ireland"                  | Máiréad Nesbtitt                                                                    | 3:13 |
| Edycja niemiecka |                                         |                                                                                     |      |
| Nr               | Tytuł                                   | Wykonawca                                                                           | Czas |
| 17.              | "Skylands"                              | Máiréad Carlin, Susan McFadden, Éabha McMahon, Máiréad Nesbitt                      | 3:34 |
| 18.              | "O Tannenbaum" (Live from Dublin)       | Lisa Lambe, Susan McFadden, Méav Ní Mhaolchatha                                     | 3:48 |
| 19.              | "Silent Night"                          | Méav Ní Mhaolchatha                                                                 | 3:38 |
| Edycja specjalna |                                         |                                                                                     |      |
| Nr               | Tytuł                                   | Wykonawca                                                                           | Czas |
| 17.              | "Skylands"                              | Máiréad Carlin, Susan McFadden, Éabha McMahon, Máiréad Nesbitt                      | 3:34 |
| 18.              | "Christmas Secrets"                     | Máiréad Carlin, Susan McFadden, Máiréad Nesbitt, Méav Ní Mhaolchatha, Oonagh        | 3:38 |